# Zimohiria
Zimohiria (en ucraïnès: Зимогір'я, en rus: Зимогорье, Zimogórie) és una ciutat del raion de Slovianosserbsk de l'óblast de Luhansk a Ucraïna, actualment controlada per la República Popular de Luhansk de la Rússia.
Fundada el 1645 amb el nom de Xerkasi, però des de 1956 porta el nom actual. La seva principal activitat econòmica és la mineria i processament del carbó. També posseeix una fàbrica de roba.